# ریتر ۱۰۷۸۱
سیارک ۱۰۷۸۱ (به انگلیسی: 10781 Ritter، نامگذاری:1991PV31) ده هزار و هفتصد و هشتاد و یکمین سیارک کشف شده‌است که در ۶ اوت ۱۹۹۱ کشف شد.
قدر مطلق سیارک برابر ۱۳٫۹۰ است.